# Tinca
Tinca is een monotypisch geslacht van eigenlijke karpers (Cyprinidae) en kent één soort.

## Soorten
- Tinca tinca (Linnaeus, 1758)[3] – Zeelt

Aaptosyax · Abbottina · Abramis · Acanthalburnus · Acanthobrama · Acanthogobio · Acanthorhodeus · Acapoeta · Acheilognathus · Acrocheilus · Acrossocheilus · Agosia · Albulichthys · Alburnoides · Alburnus · Algansea · Amblypharyngodon · Anabarilius · Anaecypris · Ancherythroculter · Aphyocypris · Aspidoparia · Aspiolucius · Aspiorhynchus · Aspius · Atrilinea · Aulopyge · Aztecula · Balantiocheilos · Bangana · Barbichthys · Barbodes · Barboides · Barbonymus · Barbopsis · Barbus · Barilius · Belligobio · Biwia · Blicca · Boraras · Caecobarbus · Caecocypris · Campostoma · Candidia · Capoeta · Capoetobrama · Carassioides · Carasobarbus · Carassius · Catla · Catlocarpio · Cephalakompsus · Chagunius · Chalcalburnus · Chanodichthys · Chela · Chelaetiops · Chondrostoma · Chuanchia · Cirrhinus · Clinostomus · Coptostomabarbus · Coreius · Coreoleuciscus · Cosmochilus · Couesius · Crossocheilus · Ctenopharyngodon · Culter · Cultrichthys · Cyclocheilichthys · Cyprinella · Cyprinion · Cyprinus · Danio · Danionella · Delminichthys · Devario · Dionda · Diptychus · Discherodontus · Discogobio · Distoechodon · Eirmotus · Elopichthys · Engraulicypris · Epalzeorhynchos · Eremichthys · Erimystax · Erythroculter · Esomus · Eupallasella · Evarra · Exoglossum · Folifer · Garra · Gila · Gnathopogon · Gobio · Gobiobotia · Gobiocypris · Gymnocypris · Gymnodanio · Gymnodiptychus · Gymnostomus · Hainania · Hampala · Hemibarbus · Hemiculter · Hemiculterella · Hemigrammocapoeta · Hemigrammocypris · Hemitremia · Henicorhynchus · Herzensteinia · Hesperoleucus · Horadandia · Horalabiosa · Huigobio · Hybopsis · Hybognathus · Hypophthalmichthys · Hypselobarbus · Hypsibarbus · Iberocypris · Inlecypris · Iotichthys · Iranocypris · Ischikauia · Kalimantania · Kosswigobarbus · Labeo · Labeobarbus · Ladigesocypris · Ladislavia · Lagowskiella · Laocypris · Lavinia · Lepidomeda · Lepidopygopsis · Leptobarbus · Leptocypris · Leucalburnus · Leucaspius · Leuciscus · Linichthys · Lobocheilos · Longiculter · Luciobarbus · Luciobrama · Luciocyprinus · Luciosoma · Luxilus · Lythrurus · Macrhybopsis · Macrochirichthys · Mandibularca · Margariscus · Meda · Megalobrama · Megarasbora · Mekongina · Messinobarbus · Mesobola · Mesogobio · Metzia · Microphysogobio · Microrasbora · Moapa · Mylocheilus · Mylopharodon · Mylopharyngodon · Mystacoleucus · Naziritor · Nematabramis · Neobarynotus · Neobola · Neolissochilus · Nicholsicypris · Nocomis · Notemigonus · Notropis · Ochetobius · Onychostoma · Opsaridium · Opsariichtys · Opsarius · Opsopoeodus · Oregonichthys · Oreichthys · Oreoleuciscus · Orthodon · Ospatulus · Osteobrama · Osteochilichthys · Osteochilus · Oxygaster · Oxygymnocypris · Pachychilon · Paedocypris · Parabramis · Paracanthobrama · Paracheilognathus · Parachela · Paracrossochilus · Paralaubuca · Parapsilorhynchus · Pararasbora · Pararhinichthys · Parasinilabeo · Paraspinibarbus · Parator · Parazacco · Pectenocypris · Pelecus · Percocypris · Petroleuciscus · Phenacobius · Phoxinellus · Phoxinus · Phreatichthys · Pimephalis · Placocheilus · Placogobio · Plagiognathops · Plagopterus · Platygobio · Platypharodon · Platysmacheilus · Pogobrama · Pogonichthys · Pogonocharax · Poropuntius · Porotergus · Probarbus · Procypris · Prolabeo · Prolabeops · Pseudaspius · Pseudobarbus · Pseudobrama · Pseudogobio · Pseudohemiculter · Pseudolaubuca · Pseudophoxinus · Pseudopungtungia · Pseudorasbora · Pteronotropis · Ptychidio · Ptychobarbus · Ptychocheilus · Pungtungia · Puntioplites · Puntius · Racoma · Raiamas · Rasbora · Rasborichthys · Rasborinus · Rastrineobola · Rectoris · Relictus · Rhinichthys · Rhinogobio · Rhodeus · Rhynchocypris · Richardsonius · Rohtee · Rohteichthys · Romanogobio · Rostrogobio · Rutilus · Salmophasia · Salmostoma · Sanagia · Sarcocheilichthys · Saurogobio · Sawbwa · Scaphesthes · Scaphiodonichthys · Scaphognathops · Scardinius · Schismatorhynchos · Schizocypris · Schizopyge · Schizopygopsis · Schizothoraichthys · Schizothorax · Securicula · Semilabeo · Semiplotus · Semotilus · Sikukia · Sinibrama · Sinilabeo · Sinocrossocheilus · Sinocyclocheilus · Snyderichthys · Spinibarbus · Squalidus · Squaliobarbus · Squalius · Stypodon · Sundadanio · Systomus · Tanakia · Tanichthys · Telestes · Thryssocypris · Thynnichthys · Tinca · Tor · Toxabramis · Tribolodon · Trigonostigma · Troglocyclocheilus · Tropidophoxinellus · Typhlobarbus · Typhlogarra · Vimba · Xenobarbus · Xenocyprioides · Xenocypris · Xenophysogobio · Yaoshanicus · Yuriria · Zacco